# NGC 2834
NGC 2834 je galaksija u zviježđu Risu.

## Vanjske poveznice
- SEDS: NGC 2834